# Niedzica
Niedzica [něďžica] (slovensky Nedeca,  maďarsky Nedec, Nyznecz, německy Netzdorf, Nisitz) je vesnice v Polsku, na jihovýchodním úpatí Pienin blízko hranic se Slovenskem.
Od konce 14. století byla oblast součástí Uher, od roku 1920 patří do Polska s výjimkou let 1939–1945, kdy připadla Slovenskému státu.
Až do roku 1929 (či dokonce 1932) se tu udržovala robota v podobě před rokem 1848.[zdroj⁠?!]
Hrad Niedzica (také hrad Dunajec) leží v nadmořské výšce 560 m.

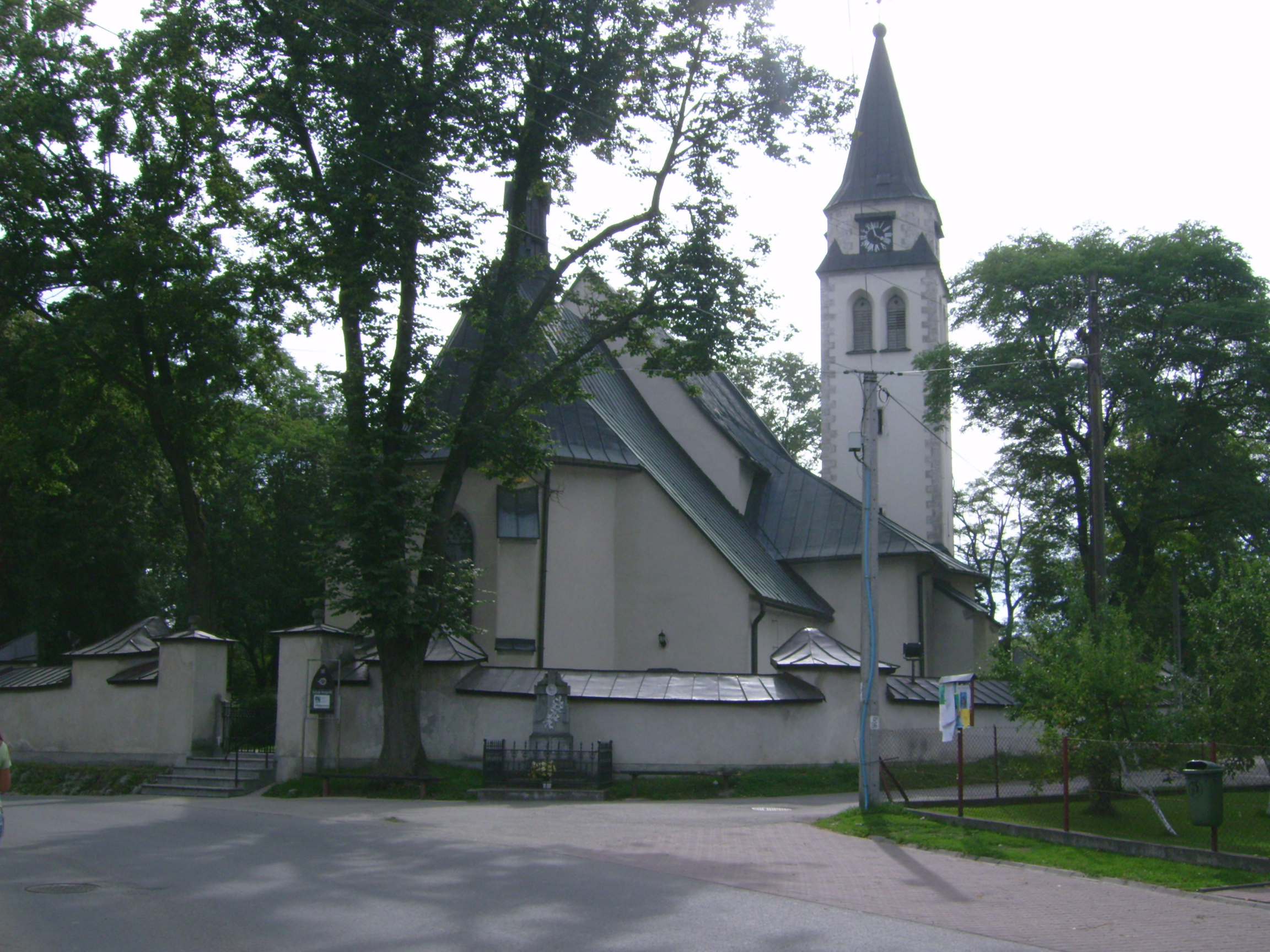
Kostel sv. Bartoloměje
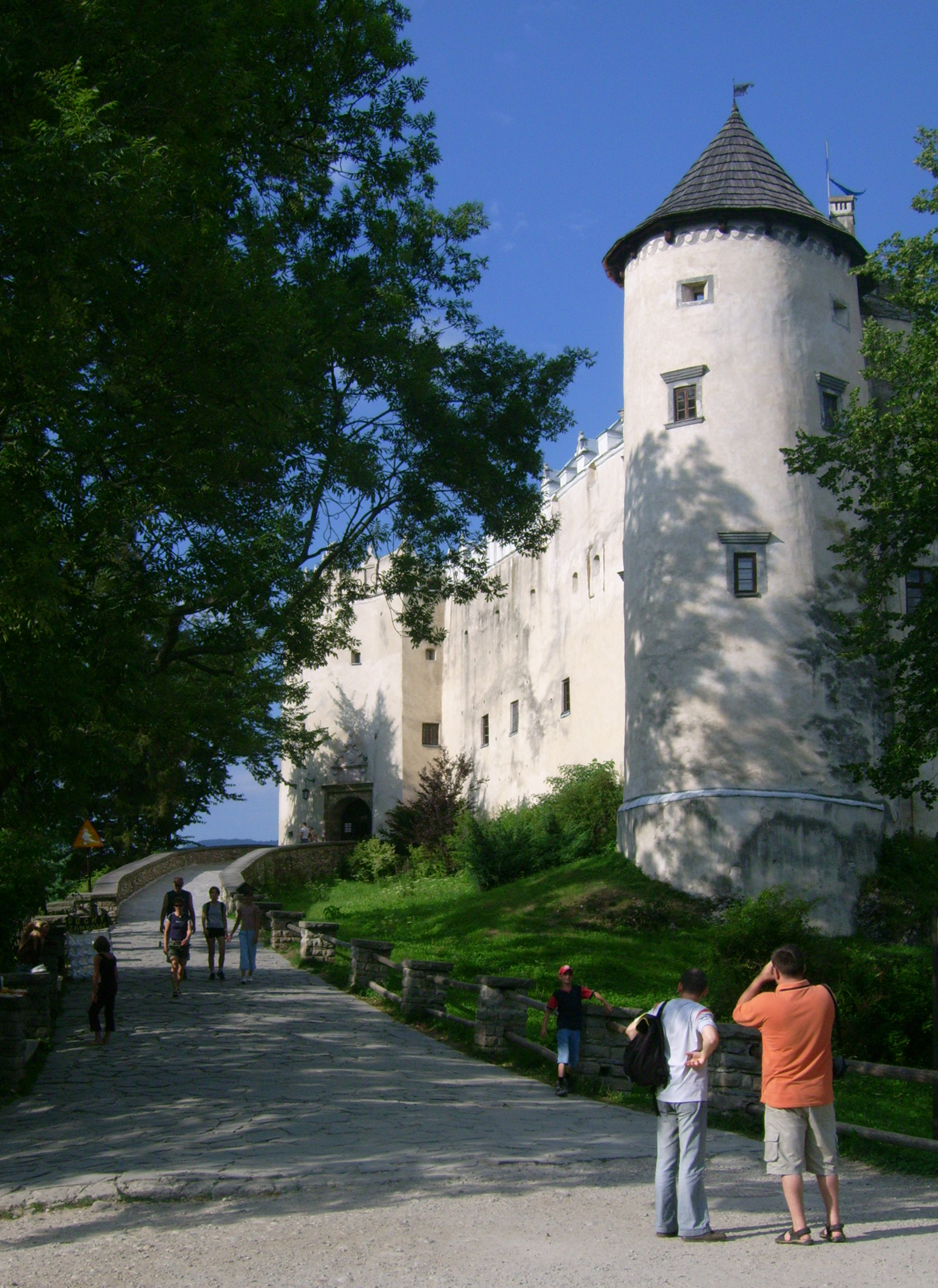
Hrad Dunajec v Niedzicy

## Osobnosti
- Michal Dočolomanský (1942–2008), slovenský herec